# Mastercab
Mastercab is een Belgische rockband die ook veel in het alternatieve circuit wordt genoemd, afkomstig uit Brussel. In 2008 kwam hun eerste ep uit, genaamd  "We Were Fish Long Ago". Deze werd gevolgd door de singles "Pocket Saint" en "Desire". Met hun single "Home" stonden ze in De Afrekening.
In 2010 tekende Mastercab een contract met SonicAngel en kwam de single "Strange" uit, geproduceerd door Alex Callier, de frontman van Hooverphonic. Hun debuutalbum Waterproof werd uitgebracht in 2011.